# Wrangelsburg
Wrangelsburg es un municipio situado en el distrito de Pomerania Occidental-Greifswald, en el estado federado de Mecklemburgo-Pomerania Occidental de Alemania. Ciudad próxima al mar Báltico.